# Al-Hamasa
Al-Hamasa är en berömd antologi av gammal arabisk litteratur, delvis från beduintiden före Muhammed, samlad av Abu Tammam i början av 800-talet.